# Jacqueline Gourault
Jacqueline Gourault (Montoire-sobre-el-Loir (Loir y Cher), 20 de noviembre de 1950) es una política francesa. Desde octubre de 2018 es Ministra de Cohesión de territorios y de Relaciones con las colectividades territoriales. Previamente, del 21 de junio de 2017 al 16 de noviembre fue ministra dependiente del Ministro de Estado, Ministro del Interior Gérard Collombe. Fue senadora de 2001 a 2017 y vicepresidenta del Senado de 2014 a 2017. Es también vicepresidenta del Movimiento Demócrata encargada de la formación y de los electos la Unión para la Democracia Francesa.

## Biografía
Profesora de historia geografía, inició su compromiso político en 1974, durante la campaña de Valéry Giscard d'Estaing. Electa concejala en 1983, fue alcaldesa de La Chaussée-Saint-Victor de 1989 a 2014.
En 1993, en las elecciones legislativas, Gourault emergió en la escena política departamental con Jack Lang, entonces alcalde de Blois como adversario.
En 1998, es una de los pocos políticos del departamento de Loir y Cher en rechazar toda alianza con el Frente Nacional en el consejo regional. Lleva campaña de Nicolas Perruchot (Unión para la Democracia Francesa), que arrebata la ciudad de Blois al Partido Socialista en las municipales de 2001. El mismo año, fue elegida en primera vuelta, senadora de Loir y Cher. Tras de la salida hacia la Unión por un Movimiento Popular de numerosos responsables centristes, Jacqueline Gourault se mantuvo fiel a François Bayrou. Fue miembro de la dirección ejecutiva asumiendo el cargo de vicepresidenta.
Al contrario que la mayoría de parlamentarios de la UDF que apoyaron a Nicolas Sarkozy en la segunda vuelta de la elecciones presidenciales de 2007, Jacqueline Gourault no dio consigna de voto. Formó parte del equipo dirigente del Movimiento Demócrata, creado oficialmente el 1.º de diciembre de 2007. Presidenta de la federación MoDem de Loir y Cher, no se presenta a la reelección en las elecciones internas del movimiento en abril de 2008. Es, por otra parte, vicepresidenta de la Asociación de los alcaldes de Francia.
En septiembre de 2011 fue reelegida senadora en la primera vuelta, con el 53,25 % de los votos.
En 2013 se opuso a la ley de matrimonio entre personas del mismo sexo en Francia.
En marzo de 2014 fue elegida consejera municipal en La Chaussée Saint-Victor en la lista liderada por Stéphane Baudu.
En octubre de 2014 fue elegida vicepresidenta del Senado.
Apoyó a Alain Juppé en las primarias presidenciales de los Republicanos de 2016 y posteriormente apadrinó a Emmanuel Macron en las elecciones presidenciales de 2017.
El 21 de junio de 2017 fue nombrada ministra dependiente del Ministro de Estado, Ministro del Interior Gérard Collomb en el ejecutivo Édouard Philippe. En septiembre de 2017 fue reelegida senadora pero abandonó su mandato un mes más tarde para evitar la acumulación de funciones gubernamentales.
El 12 de diciembre de 2017, el Primer ministro, Édouard Philippe, le confió la función informal de seguimiento del "Dossier Corso", como consecuencia de la victoria de los nacionalistas en las elecciones territoriales de 2017. En octubre de 2016 asumió la cartera ministerial de Cohesión de territorios y de Relaciones con las colectividades territoriales.